# Aquí estoy (canción)
«Aquí estoy» es una canción interpretada por la cantante chilena Cami, se estrenó como el segundo sencillo de su álbum de estudio Monstruo el 21 de junio de 2019 por Universal Music Chile. Fue escrita por la intérprete junto a Sebastián Krys y Ximena Muñoz. Obtuvo el galardón "Canción del Año" en los Premios Pulsar 2020, y "Canción más tocada en las radios" en los Premios Pulsar 2021.

## Antecedentes y lanzamiento
Esta canción es la segunda de su álbum Monstruo, lanzada meses después de "La Entrevista". Esta canción también forma parte de la clasificación "infierno" de su disco, a diferencia de otras que forman parte del "cielo". En esta canción, alude a diferentes pasajes de su vida y, que a pesar de una serie de problemas, ha sabido posicionarse.  

## Composición
El tema compuesto por Cami junto a Sebastián Krys y Ximena Muñoz, es señalado por la cantante como un tema liberador y terapéutico. Hace referencia a enfrentar los problemas. En distintas entrevistas, ha señalado que la composición de la letra buscaba que todas las personas pudieran sentirse identificadas con alguna parte de ella. Aborda distintos temas como el divorcio de sus padres, la gente que ha intentado callarla, su paso por The Voice Chile, entre otros. 

## Vídeo musical
El vídeo musical se estrenó el 21 de junio de 2019, y muestra a la cantante empoderada, bailando arriba de un piano, bajo un aro de fuego, y personas de distintas culturas y raíces.

## Créditos y personal
- Cami - composición, voz
- Sebastián Krys - composición, producción
- Ximena Muñoz - composición